# Contrat sans loi
Contrat sans loi (фр., "договор без права") — в международном частном праве соглашение сторон о выборе применимого права, в котором отсутствует указание на конкретную национальную правовую систему. Данное понятие связано с вопросом автономии воли сторон и наличием возможности подчинить договор не праву конкретного государства, а фактически особой правовой системе, созданной соглашением частных лиц и определённой в качестве применимой отношениям между ними.
В решении по делу о сербских и бразильских займах, принятом Постоянной палатой международного правосудия в 1929 году, было выдвинуто утверждение о необходимости подчинения любого договора, за исключением договоров между государствами, нормам какого-либо национального права.
Подобный вопрос рассматривался французским Кассационным судом в деле Messageries maritimes, который также подтвердил необходимость указания на конкретную правовую систему в соглашении о выборе применимого права.